# 伊根港カンジャガハナ灯台
伊根港カンジャガハナ灯台（いねこうカンジャガハナとうだい）は、京都府与謝郡伊根町亀島にある灯台。海を挟んで青島がある。

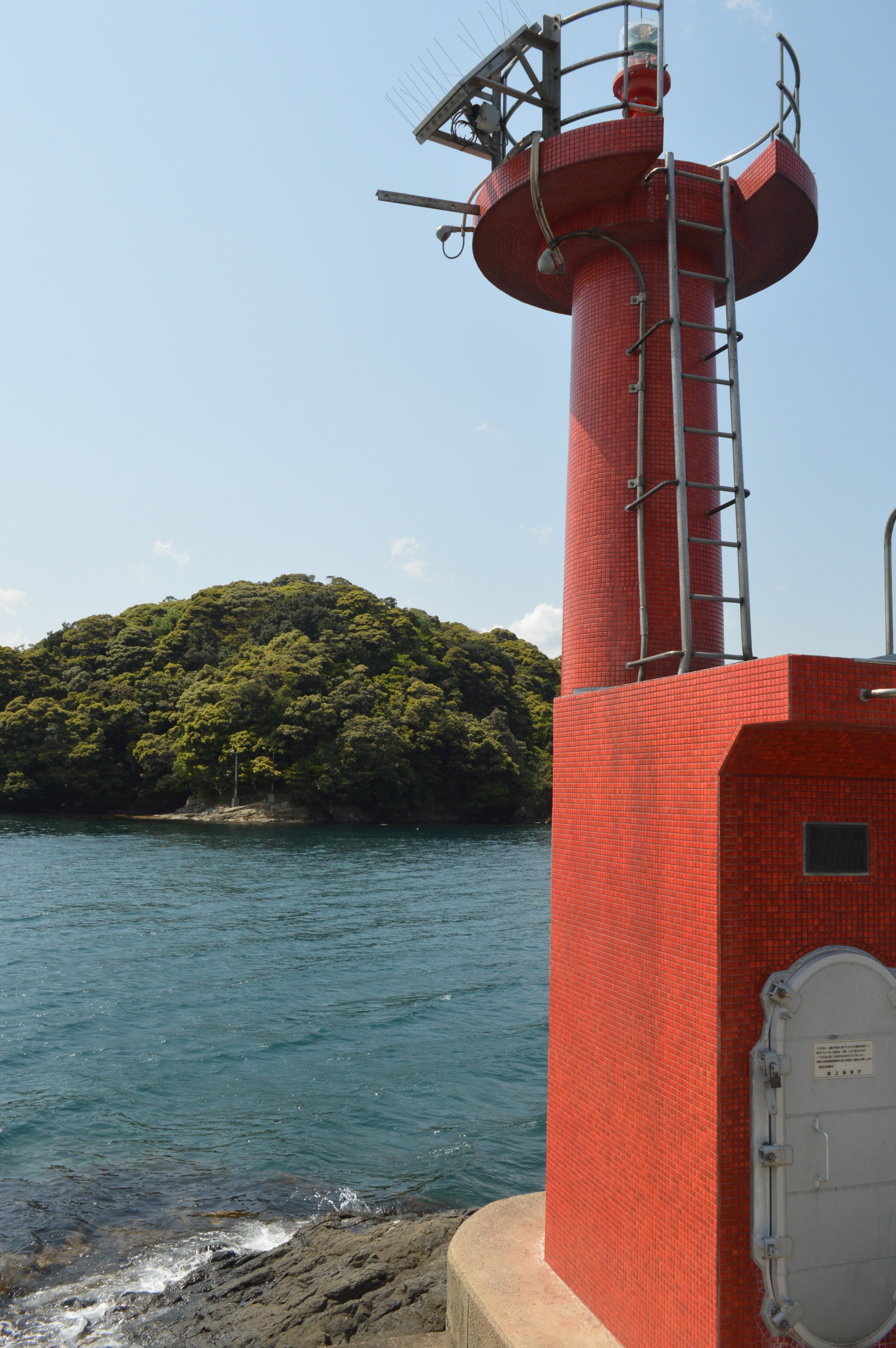
灯台と青島
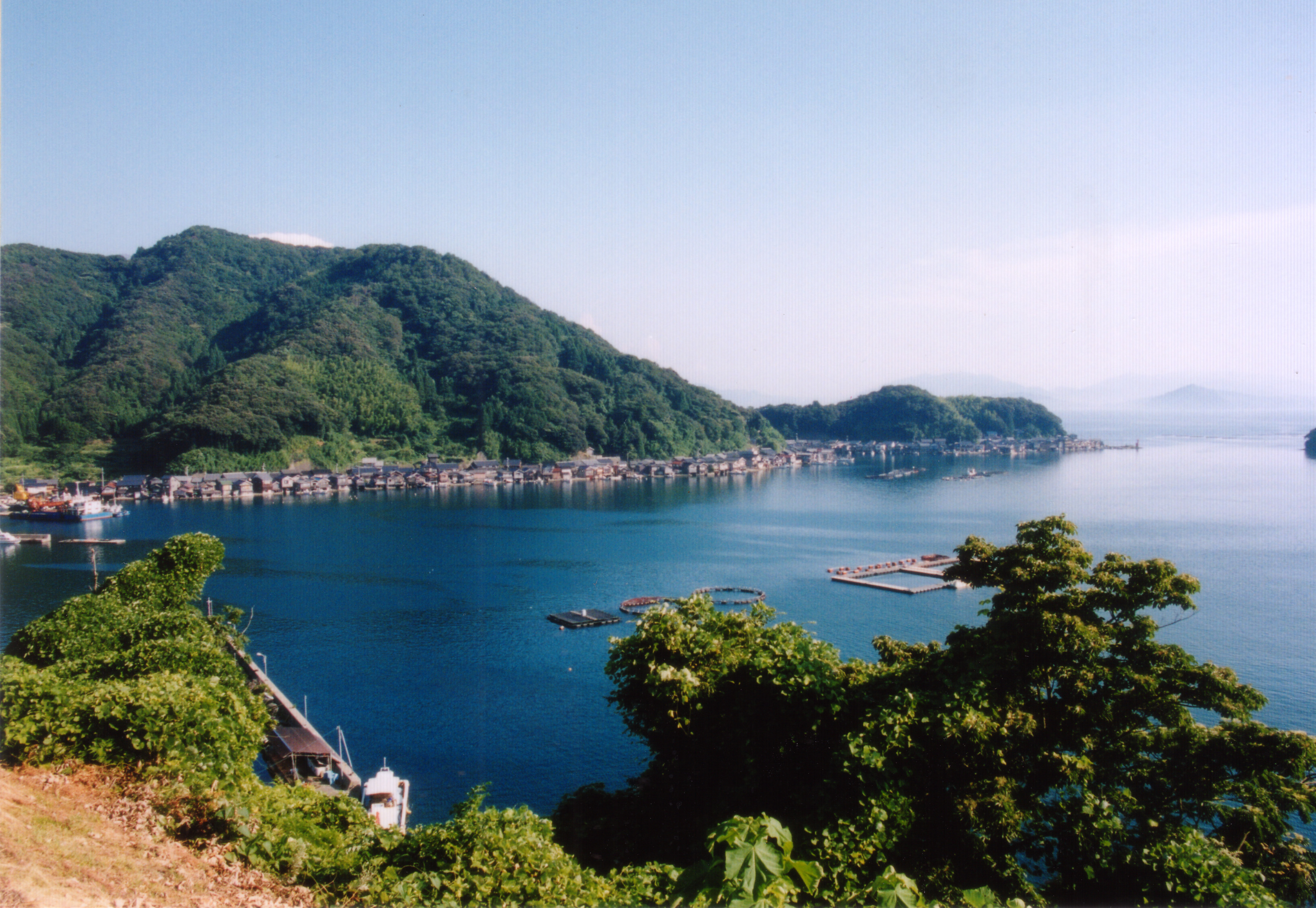
伊根の舟屋と灯台

## アクセス
- 山陰近畿自動車道与謝天橋立ICから車で約35分。